# Vallo Torinese
Vallo Torinese és un comune (municipi) de la ciutat metropolitana de Torí, a la regió italiana del Piemont, situat a uns 25 quilòmetres al nord-oest de Torí. A 1 de gener de 2019 la seva població era de 775 habitants.
Vallo Torinese limita amb els següents municipis: Cafasse, Fiano, Germagnano, Varisella i Viù.